# باغتشة غاز (مقاطعة فامنين)
باغتشة غاز (بالفارسية: باغچه غاز) هي قرية تقع في قسم بيشخور الريفي (مقاطعة فامنين) في إيران. يقدر عدد سكانها بـ 32 نسمة بحسب إحصاء 2016.